# Triacontagon

Triacontagon

Triacontagonul este un poligon cu 30 de laturi și 30 de vârfuri. Suma unghiurilor interioare ale oricărui triacontagon este de 5040 grade.